# Dambach
Dambach es una localidad y comuna francesa, situada en el departamento del Bajo Rin en la región de Alsacia.
- Datos: Q21231
- Multimedia: Dambach (Bas-Rhin) / Q21231

1. ↑  Worldpostalcodes.org, código postal n.º 67110.
2. ↑  INSEE, Datos de población para el año 2012 de Dambach (en francés).